# 松田樹里 (モデル)
松田 樹里（まつだ じゅり、1977年11月16日 - ）は、埼玉県出身のファッションモデル、タレント、女優である。株式会社パワープレイプロモーション所属。かつてはビスケットエンターティメント（ワタナベエンターテインメント系列）に所属していた。東京女子大学卒業。

## 来歴・人物
3人兄妹の長女（妹と弟がいる）として出生。大学入学時、イベントコンパニオンをしていた先輩に誘われ、雑誌『JJ』に読者モデルとして参加。その後1997年に当時の編集長の誘いで正式に専属モデルに昇格。満20歳の時であった。
大学卒業後からタレント・女優業も行うようになり、2001年にはTBSテレビ『王様のブランチ』にブランチリポーター12期生としてレギュラー出演した。
2009年11月16日、京都府に本社を置く「タカミブライダル」の社長・高見重行氏と結婚。京都での披露宴にはやしきたかじんや桑名正博も参加したという。2010年8月27日、第一子となる男児を出産。
レースクイーンの松田樹里と同姓同名だが、全くの別人。

## 出演

### テレビ
- プレイヤーズ（2000年4月 - 2001年3月、日本テレビ）
- 王様のブランチ（2001年1月 - 9月、TBS）
- 王様のお夜食（2001年1月 - 10月、TBS）
- タイムショック21（2001年、テレビ朝日）
- TIME OVER（2001年10月 - 2002年3月、BS-i）
- 女神系GOLF（2008年10月 - 2009年3月、テレビ朝日）

### 雑誌
- JJ (雑誌)（1997年4月 - 2006年8月、光文社）
- CLASSY（2006年1月 - 、光文社）
- BOAO（マガジンハウス）
- saita（セブン&アイ出版）
- 美的（小学館）

### 広告
- 全日本空輸（ANA） 「企業」（1997年7月 - 2002年6月）
- エスエス製薬 「ラカルトニュー5」（1999年8月 - 2000年8月 ）
- アビバ 「AViVA」（2001年1月 - 2001年7月）
- TBCグループ 「TBC」（2003年12月 - ）
- FANCL 「HTCコラーゲン」（2006年10月21日 - ）

## 作品

### DVD
1. 『aloha yoga detox』
  - エイベックスとTBCが提案するアロハヨガDVD（2006年3月23日エイベックス・マーケティング・コミュニケーションズより発売）